# Міхаель Вольф
Міхаель Вольф (нім. Michael Wolf; народився 24 січня 1981 у м. Еенбіхль, Австрія) — німецький хокеїст, правий нападник. Виступає за «Ред Булл» у Німецькій хокейній лізі. 
Виступав за «Фюссен», «Бітіггейм-Біссінген», «Москітос Ессен», «Ізерлон Рустерс».
У складі національної збірної Німеччини учасник зимових Олімпійських ігор 2010, учасник чемпіонатів світу 2007, 2008, 2009, 2010 і 2011. У складі молодіжної збірної Німеччини учасник чемпіонату світу 2001 (дивізіон I).

## Досягнення
- Чемпіон Німеччини у складі «Ред Булл» — 2016, 2017, 2018.